# Karwinskia rzedowskii
Karwinskia rzedowskii là một loài thực vật có hoa trong họ Táo. Loài này được R. Fernández mô tả khoa học đầu tiên năm 1988.